# Sonate K. 132
La sonate K. 132 (F.91/L.457) en ut majeur est une œuvre pour clavier du compositeur italien Domenico Scarlatti.

## Présentation
La sonate K. 132 en ut majeur, notée Cantabile (dans le manuscrit de Parme), forme un couple avec la sonate suivante. Dans la seconde partie, Scarlatti multiplie les matériaux mélodiques et les modulations éloignées. Pestelli et Hermann Keller évoquent au sujet de cette sonate, un pré-écho de L’Oiseau prophète, op. 84, de Robert Schumann.

## Manuscrits
Le manuscrit principal est le numéro 35 du volume XV de Venise (Ms. 9771, 1749), copié pour Maria Barbara ; les autres sont Parme V 5 (Ms. A. G. 31410), Münster IV 54 (Sant Hs 3967), Vienne G 35 (VII
28011 G) et le numéro 20 du manuscrit Fitzwilliam (32 F 13).

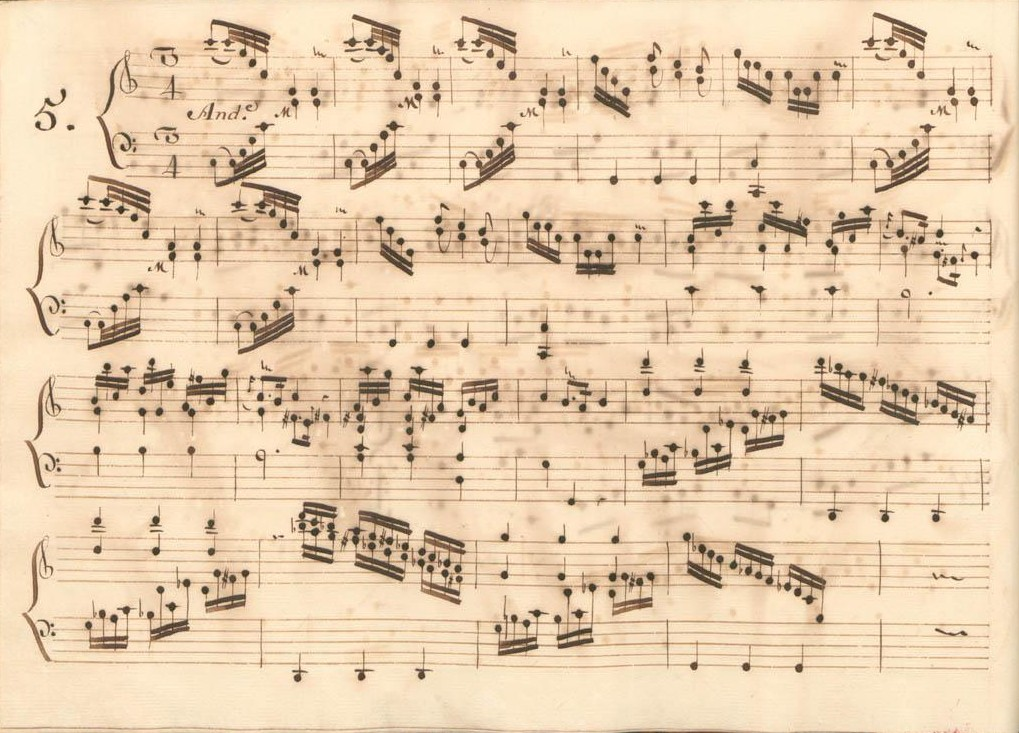
Parme V 5.
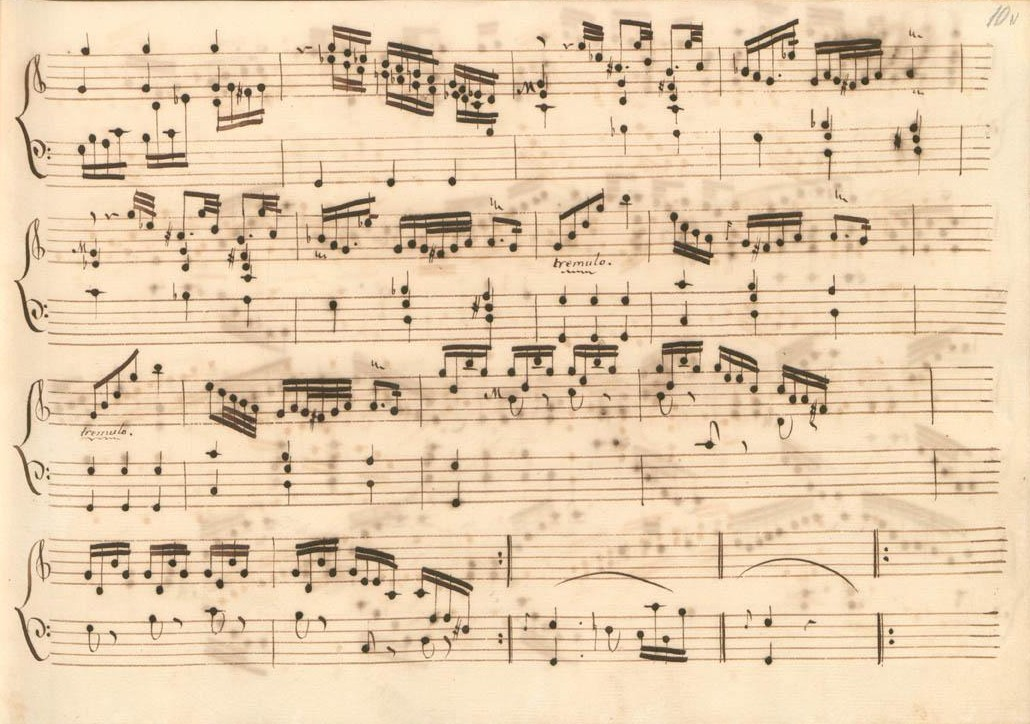
Parme V 5 (fin de la première section).
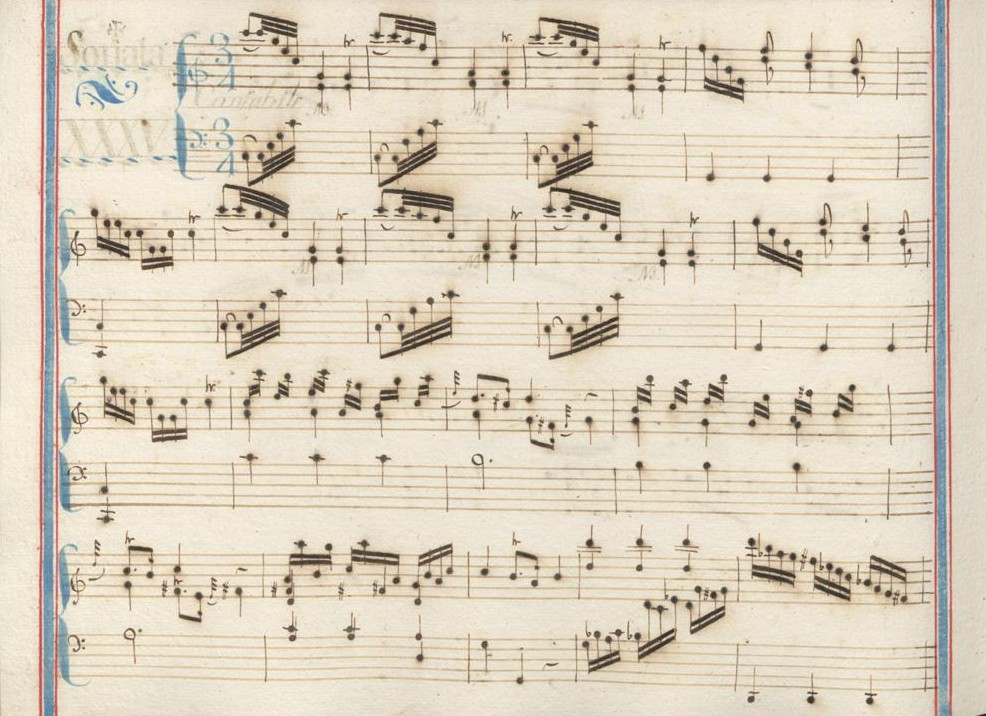
Venise XV 35.

## Interprètes
La sonate K. 132 est défendue au piano, notamment par Clara Haskil (1950, Westminster Records et concert, Ludwigsburg 1953 Tahra et Hänssler), Maria Tipo (1956, Vox), Danièle Dechenne (nl) (1979, Musical Heritage Society), Alexis Weissenberg (1985, DG), Heidi Kommerell (1985, Audite), Balázs Szokolay, (1988, Naxos), Christian Zacharias (1994, EMI), Beatrice Long (1996, Naxos, vol. 4), Marcela Roggeri (2006, Transart), Alexandre Tharaud (2010, Virgin), Carlo Grante (2009, Music & Arts, vol. 2), Lucas Debargue (2016, Sony), Alberto Urroz (2017, IBS) et Margherita Torretta (14-16 avril 2019, Academy Productions) ; au clavecin par George Malcolm (1954, Archiv), Ralph Kirkpatrick (1954, Sony), Scott Ross (1985, Erato), Andreas Staier (1991, DHM), Colin Booth (1994, Olympia), Emilia Fadini (Stradivarius), Nicolau de Figueiredo (2001, Intrada), Luc Beauséjour (2002, Analekta), Richard Lester (2005, Nimbus, vol. 6), Pieter-Jan Belder (Brilliant Classics, vol. 3), Bertrand Cuiller (2009 Alpha), Mario Raskin (2011, Verany) et Jean Rondeau (2018, Erato). David Schrader l'a enregistrée au piano-forte (1997, Cedille). Johannes Maria Bogner (2015, Fra Berbardo-Collophon), l'interprète sur un clavicorde Thomas Vincent Glück d'après Cristofori et Pascal Boëls (2001, Calliope) la joue à la guitare. Andreas Nebl l'interprète à l'accordéon (2021, Castigo Classic Recordings).

## Sources
: document utilisé comme source pour la rédaction de cet article.
- Ralph Kirkpatrick (trad. de l'anglais par Dennis Collins), Domenico Scarlatti, Paris, Lattès, coll. « Musique et Musiciens », 1982 (1re éd. 1953 (en)), 493 p. (ISBN 978-2-7096-0118-4, OCLC 954954205, BNF 34689181).
- Alain de Chambure, « Domenico Scarlatti : Intégrale des sonates — Scott Ross », Erato (2564-62092-2), 1985 (OCLC 891183737) .
- (en) Carlo Grante, « Domenico Scarlatti, intégrale des sonates pour clavier (vol. 2) », Music & Arts (CD-1291), 2009 (OCLC 840087257) .